# Stiller Has
Stiller Has is een Zwitserse band die wordt gevormd door René “Schifer” Schafer (gitaar), Martin “Silver” Silfverberg (slagwerk) en Samuel Jungen (basgitaar). Stiller Has voert zijn teksten voornamelijk in Zwitserduitse dialecten en Hoogduits. De muziek kan worden omschreven als een mix van blues, funk, pop, rock en jazz, gebracht met veel verschillende instrumenten en geluidseffecten. De teksten zijn poëtisch en cabaretesk.

## Geschiedenis
De band werd in mei 1989 opgericht door Endo Anaconda en Balts Nill, die ervoor al samen uitkwamen voor de bands Hunger & Trunk, Caduta Massi en Andreas Flückiger & Die Alpinisten.
In de Zwitserste kleinkunstkringen werd Stiller Has bekend met minimale muzikale begeleiding van teksten voornamelijk geschreven door Anaconda. In 1995 werden zij daarvoor beloond met de Salzburger Stier cabaretprijs en de Duitse Kleinkunstprijs. In 1996 brachten ze het album Moudi uit, waarmee zij populair werden onder het grote (Zwitserse) publiek en sindsdien behoort Stiller Has tot de bekendste en succesvolste Zwitserse bands. Ze toert nu regelmatig door de Duitstalige gebieden van Europa (Oostenrijk, Duitsland, Zwitserland). In 2002 voegde gitarist Schafer zich officieel bij het duo, na al bij veel cd-opnamen meegewerkt te hebben.

De So long Hasi-tour in 2005 was tevens de afscheidstour van Balts Nill, die 15 jaar na de oprichting van Stiller Has naar eigen zeggen aan iets nieuws toe was. De ontstane vacature in de band werd opgevuld door Martin Silfverberg (Züri West) en Samuel Jungen. Geisterbahn (2006) was de eerste opgenomen cd met de nieuwe bezetting. Op Geisterbahn werden traditionelere instrumenten gebruikt (voornamelijk contrabas, basgitaar, drums, gitaar) dan op de voorgaande albums en de muziek doet overheersend bluesachtig aan.
Endo Anaconda overleed 3 februari 2022 op 66-jarige leeftijd aan longkanker.

## De bandleden
Huidige bezetting:
- René Schafer (gitaar, toetsen)
- Martin Silfverberg (slagwerk)
- Samuel Jungen (bas, orgel, mondharmonica, zang)

Ex-bandlid:
- Endo Anaconda (zang, tekst)

- Balts Nill (gitaar, banjo, toetsen, slagwerk, mondharmonica, zang, tekst)

## Discografie
Op MC:
- Stiller Has’ (1989)

Cd-albums:
- Der Wolf ist los (1992)
- Landjäger (1994)
- Moudi (1996)
- Live auf Moudi Tour (1996)
- Chole (1998)
- Walliselle (2000)
- Stiller Has’ (2001, de MC uit 1989 opnieuw uitgebracht op cd)
- Stelzen (2002)
- Poulet Tour (2004, live)
- Geisterbahn (2006)

Singles:
- Giele (1995)
- Summer (1996)
- Fisch (1998)
- Walliselle (2000)